# Commission des Finances (Assemblée nationale)
Pour les articles homonymes, voir Commission des finances.
Histoire
Cadre
Bureau
La commission des finances, de l'économie générale et du contrôle budgétaire ou commission des Finances est l'une des huit commissions parlementaires permanentes de l'Assemblée nationale française depuis 1er juillet 2009. Il existe également une commission des finances au Sénat.
Elle est chargée de contrôler et de suivre l'exécution du budget de l'État français, ainsi que d'examiner les recettes et dépenses de l’État.
De manière générale, elle est compétente sur toutes les questions relatives aux banques, aux assurances, à la monnaie, et aux finances des entreprises publiques ou privées.

## Compétences

### Champs de compétence
Les compétences de la commission fixées par l'article 36, alinéa 16, du Règlement de l'Assemblée nationale sont les suivantes :
- Finances publiques ;
- Lois de finances ;
- Lois de programmation des orientations pluriannuelles des finances publiques ;
- Contrôle de l’exécution du budget ;
- Fiscalité locale ;
- Conjoncture économique ;
- Politique monétaire ;
- Banques ;
- Assurances ;
- Domaine ;
- Participations de l’État.

### Compétences du président et du rapporteur général
Contrairement aux autres commissions qui n'élisent qu'un président et un bureau, la commission des finances et celle des affaires sociales élisent chacune en plus un rapporteur général.
- Compétences du président :
  - représentation de la commission à la conférence des présidents, arbitrage et négociation lors des conflits de compétences avec les autres commissions permanentes, demandes de saisine pour avis ;
  - direction des travaux de la commission dont la fixation de l'ordre du jour, les convocations et auditions, la police des débats ;
  - contrôle de la recevabilité financière, au regard de l'article 40 de la Constitution, de la loi organique relative aux lois de finances et de la loi organique relative aux lois de financement de la sécurité sociale, des amendements d'origine parlementaire quelle que soit la commission saisie du texte discuté.
- Compétences du rapporteur général :
  - présence à la conférence des présidents ;
  - établissement au nom de la commission des trois tomes du rapport sur le projet de loi de finances ;
  - priorité pour interroger les personnalités entendues par la commission des Finances.

## Composition
La réforme du Règlement de l'Assemblée nationale du 27 mai 2009 a introduit à son article 39  la pratique initiée en 2007 (voulue par le nouveau président de la République Nicolas Sarkozy) qui veut que la présidence de la commission des finances est dévolue à l'opposition,.
Lors de la XVe législature, elle est présidée par Éric Woerth, membre des LR puis membre de LREM à partir de février 2022.
Lors de la XVIe législature, elle est présidée par Eric Coquerel, membre de LFI et représentant de la NUPES.

### Composition du bureau

#### XIVelégislature
| Poste                | Titulaire | Titulaire              | Groupe  | Circonscription       |
| -------------------- | --------- | ---------------------- | ------- | --------------------- |
| Président            |           | Gilles Carrez          | UMP/LR  | Val-de-Marne (5e)     |
| Rapporteure générale |           | Valérie Rabault        | SRC/SER | Tarn-et-Garonne (1re) |
| Vice-présidents      |           | Dominique Baert        | SRC/SER | Nord (8e)             |
| Vice-présidents      |           | Pierre-Alain Muet      | SRC/SER | Rhône (2e)            |
| Vice-présidents      |           | Dominique Lefebvre     | SRC/SER | Val-d'Oise (10e)      |
| Vice-présidents      |           | Éva Sas                | ÉCOLO   | Essonne (7e)          |
| Secrétaires          |           | Yves Censi             | UMP/LR  | Aveyron (1re)         |
| Secrétaires          |           | Marie-Christine Dalloz | UMP/LR  | Jura (2e)             |
| Secrétaires          |           | Charles de Courson     | UDI     | Marne (5e)            |
| Secrétaires          |           | Aurélie Filippetti     | SRC/SER | Moselle (1re)         |

#### XVelégislature
| Poste              | Titulaire | Titulaire                       | Groupe     | Circonscription       |
| ------------------ | --------- | ------------------------------- | ---------- | --------------------- |
| Président          |           | Éric Woerth                     | LR         | Oise (4e)             |
| Rapporteur général |           | Joël Giraud                     | LREM       | Hautes-Alpes (2e)     |
| Vice-présidents    |           | Charles de Courson              | LC/UAI/UDI | Marne (5e)            |
| Vice-présidents    |           | Émilie Cariou                   | LREM       | Meuse (2e)            |
| Vice-présidents    |           | Jean-Noël Barrot                | MoDem      | Yvelines (2e)         |
| Vice-présidents    |           | Laurent Saint-Martin            | LREM       | Val-de-Marne (3e)     |
| Secrétaires        |           | Marie-Christine Dalloz          | LR         | Jura (2e)             |
| Secrétaires        |           | Marie-Christine Verdier-Jouclas | LREM       | Tarn (2e)             |
| Secrétaires        |           | Pierre Person                   | LREM       | Paris (6e)            |
| Secrétaires        |           | Valérie Rabault                 | NG/SOC     | Tarn-et-Garonne (1re) |

#### XVIelégislature
| Poste              | Titulaire | Titulaire              | Groupe    | Circonscription         |
| ------------------ | --------- | ---------------------- | --------- | ----------------------- |
| Président          |           | Éric Coquerel          | LFI-NUPES | Seine-Saint-Denis (1re) |
| Rapporteur général |           | Jean-René Cazeneuve    | RE        | Gers (1e)               |
| Vice-présidents    |           | Nadia Hai              | RE        | Yvelines (7e)           |
| Vice-présidents    |           | François Jolivet       | HOR       | Indre (1re)             |
| Vice-présidents    |           | Mohamed Laqhila        | DEM       | Bouches-du-Rhône (11e)  |
| Vice-présidents    |           | Véronique Louwagie     | LR        | Orne (2e)               |
| Secrétaires        |           | Benjamin Dirx          | RE        | Saône-et-Loire (1re)    |
| Secrétaires        |           | Fabien Di Filippo      | LR        | Moselle (4e)            |
| Secrétaires        |           | Marina Ferrari         | DEM       | Savoie (1re)            |
| Secrétaires        |           | Christine Pirès-Beaune | SOC       | Puy-de-Dôme (2e)        |

#### XVIIelégislature
| Poste              | Titulaire | Titulaire          | Groupe  | Circonscription         |
| ------------------ | --------- | ------------------ | ------- | ----------------------- |
| Président          |           | Éric Coquerel      | LFI-NFP | Seine-Saint-Denis (1re) |
| Rapporteur général |           | Charles de Courson | LIOT    | Marne (5e)              |
| Vice-présidents    |           | Philippe Brun      | SOC     | Eure (4e)               |
| Vice-présidents    |           | François Jolivet   | HOR     | Indre (1re)             |
| Vice-présidents    |           | Philippe Lottiaux  | RN      | Var (4e)                |
| Vice-présidents    |           | Véronique Louwagie | DR      | Orne (2e)               |
| Secrétaires        |           | Christine Arrighi  | ÉcoS    | Haute-Garonne (9e)      |
| Secrétaires        |           | Benjamin Dirx      | EPR     | Saône-et-Loire (1re)    |
| Secrétaires        |           | Emmanuel Mandon    | Dem     | Loire (3e)              |
| Secrétaires        |           | Denis Masséglia    | EPR     | Maine-et-Loire (5e)     |

### Liste des présidents sous laVeRépublique
| Portrait | Nom     | Dates du mandat          | Dates du mandat   | Groupe           | Législature | Notes | |
| -------- | ------- | ------------------------ | ----------------- | ---------------- | ----------- | ----- | --- |
| 1        |         | Paul Reynaud             | 30 janvier 1959   | 27 avril 1962    | CNI         | Ire   | Député du Nord de 1946 à 1962. Il devient le premier président de la commission. Il est battu aux élections législatives de 1962.                                                                                     |
| 2        |         | Jean-Paul Palewski       | 12 décembre 1962  | 2 avril 1967     | UNR-UDT     | IIe   | Député de Seine-et-Oise de 1958 à 1967. |
| 3        |         | Valéry Giscard d'Estaing | 6 avril 1967      | 30 mai 1968      | RI          | IIIe  | Député du Puy-de-Dôme de 1967 à 1969. Il perd la présidence après les élections législatives de 1968 qui voit l'UDR obtenir la majorité absolue à elle seule.                                                         |
| 4        |         | Jean Taittinger          | 16 juillet 1968   | 26 janvier 1971  | UDR         | IVe   | Député de la Marne de 1958 à 1971. Démissionne lorsqu'il est nommé au gouvernement. |
| 5        |         | Jean Charbonnel          | 26 janvier 1971   | 4 avril 1972     | UDR         | IVe   | Député de la Corrèze de 1968 à 1972. Démissionne lorsqu'il est nommé au gouvernement. |
| 6        |         | Maurice Papon            | 15 septembre 1972 | 1er avril 1973   | UDR         | IVe   | Député du Cher de 1968 à 1981. |
| 7        |         | Fernand Icart            | 5 avril 1973      | 13 octobre 1977  | RI          | Ve    | Député des Alpes-Maritimes de 1968 à 1977. Démissionne lorsqu'il est nommé au gouvernement. |
| 8        |         | Pierre Baudis            | 19 octobre 1977   | 2 avril 1978     | RI          | Ve    | Député de Haute-Garonne de 1968 à 1978. Il est battu aux élections législatives de 1978. |
| 9        |         | Robert-André Vivien      | 6 avril 1978      | 22 mai 1981      | RPR         | VIe   | Député du Val-de-Marne de 1973 à 1986. Il perd la présidence après les élections législatives de 1981 qui voit le PS obtenir la majorité.                                                                             |
| 10       |         | Christian Goux           | 7 juillet 1981    | 1er avril 1986   | SOC         | VIIe  | Député du Var de 1981 à 1988. Il perd la présidence après les élections législatives de 1986 qui voit la coalition RPR-UDF obtenir la majorité.                                                                       |
| 11       |         | Michel d'Ornano          | 8 avril 1986      | 14 mai 1988      | UDF         | VIIIe | Député du Calvados de 1981 à 1991. Il perd la présidence après les élections législatives de 1988 qui voit le PS obtenir la majorité.                                                                                 |
| 12       |         | Dominique Strauss-Kahn   | 28 juin 1988      | 16 mai 1991      | SOC         | IXe   | Député du Val-d'Oise de 1988 à 1991. Démissionne lorsqu'il est nommé au gouvernement. |
| 13       |         | Henri Emmanuelli         | 23 mai 1991       | 6 avril 1992     | SOC         | IXe   | Député des Landes de 1986 à 1997. Démissionne lorsqu'il est élu Président de l'Assemblée nationale. |
| 14       |         | Jean Le Garrec           | 7 avril 1992      | 1er avril 1993   | SOC         | IXe   | Député du Nord de 1986 à 1993. Il ne se présente pas aux élections législatives de 1993. |
| 15       |         | Jacques Barrot           | 8 avril 1993      | 18 juin 1995     | UDF         | Xe    | Député de la Haute-Loire de 1981 à 1995. Démissionne lorsqu'il est nommé au gouvernement. |
| 16       |         | Pierre Méhaignerie       | 21 juin 1995      | 21 avril 1997    | UDF         | Xe    | Député d'Ille-et-Vilaine de 1995 à 2012. En 1997, Jacques Chirac dissout l'Assemblée nationale, le PS obtient la majorité aux élections législatives de 1997.                                                         |
| 17       |         | Henri Emmanuelli         | 17 juin 1997      | 17 décembre 1997 | SOC         | XIe   | Député des Landes de 1986 à 1997. Démissionne à la suite d'une condamnation. |
| 18       |         | Augustin Bonrepaux       | 14 janvier 1998   | 29 février 2000  | SOC         | XIe   | Député de l'Ariège de 1981 à 2007. |
| 19       |         | Henri Emmanuelli         | 29 février 2000   | 18 juin 2002     | SOC         | XIe   | Député des Landes de 2000 à 2017. Il perd la présidence après les élections législatives de 2002 qui voit l'UMP obtenir la majorité.                                                                                  |
| 20       |         | Pierre Méhaignerie       | 27 juin 2002      | 19 juin 2007     | UMP         | XIIe  | Député d'Ille-et-Vilaine de 1995 à 2012. |
| 21       |         | Didier Migaud            | 28 juin 2007      | 23 février 2010  | SRC         | XIIIe | Député de l'Isère de 1988 à 2010. Le président Nicolas Sarkozy décide que la présidence de la commission des finances revient à l'opposition. Démissionne lorsqu'il devient Premier président de la Cour des comptes. |
| 22       |         | Jérôme Cahuzac           | 24 février 2010   | 19 juin 2012     | SRC         | XIIIe | Député de Lot-et-Garonne de 2007 à 2012. Démissionne lorsqu'il est nommé au gouvernement. |
| 23       |         | Gilles Carrez            | 28 juin 2012      | 20 juin 2017     | UMP         | XIVe  | Député du Val-de-Marne de 1993 à 2022. Devient président en tant que membre de l'opposition. |
| 24       |         | Éric Woerth              | 29 juin 2017      | 21 juin 2022     | LR          | XVe   | Député de l'Oise depuis 2010. Devient président en tant que membre de l'opposition. |
| 25       |         | Éric Coquerel            | 30 juin 2022      | en cours         | LFI-NUPES   | XVIe  | Député de la Seine-Saint-Denis depuis 2017. Devient président en tant que membre de l'opposition. |
| 25       | LFI-NFP | Éric Coquerel            | 30 juin 2022      | en cours         | XVIIe       |       | Député de la Seine-Saint-Denis depuis 2017. Devient président en tant que membre de l'opposition. |

### Liste des rapporteurs généraux sous laVeRépublique
| Présidents           | Groupe | Groupe  | Dates du mandat  | Dates du mandat | Législature |
| -------------------- | ------ | ------- | ---------------- | --------------- | ----------- |
| Pascal Arrighi       |        | UNR     | 30 janvier 1959  | 21 octobre 1959 | Ire         |
| Marc Jacquet         |        | UNR     | 21 octobre 1959  | 9 octobre 1962  | Ire         |
| Louis Vallon         |        | UNR-UDT | 12 décembre 1962 | 2 avril 1967    | IIe         |
| Philippe Rivain      |        | UD-Ve   | 6 avril 1967     | 30 mai 1968     | IIIe        |
| Philippe Rivain      |        | UDR     | 16 juillet 1968  | 26 janvier 1971 | IVe         |
| Guy Sabatier         |        | UDR     | 26 janvier 1971  | 4 avril 1972    | IVe         |
| Maurice Papon        |        | UDR     | 5 avril 1973     | 2 avril 1978    | Ve          |
| Fernand Icart        |        | UDF     | 6 avril 1978     | 22 mai 1981     | VIe         |
| Christian Pierret    |        | SOC     | 7 juillet 1981   | 1er avril 1986  | VIIe        |
| Robert-André Vivien  |        | RPR     | 8 avril 1986     | 14 mai 1988     | VIIIe       |
| Alain Richard        |        | SOC     | 28 juin 1988     | 1er avril 1993  | IXe         |
| Philippe Auberger    |        | RPR     | 8 avril 1993     | 21 avril 1997   | Xe          |
| Didier Migaud        |        | SOC     | 17 juin 1997     | 18 juin 2002    | XIe         |
| Gilles Carrez        |        | UMP     | 27 juin 2002     | 19 juin 2007    | XIIe        |
| Gilles Carrez        |        | UMP     | 28 juin 2007     | 19 juin 2012    | XIIIe       |
| Christian Eckert     |        | SRC/SER | 28 juin 2012     | 9 avril 2014    | XIVe        |
| Valérie Rabault      |        | SRC/SER | 15 avril 2014    | 20 juin 2017    | XIVe        |
| Joël Giraud          |        | LREM    | 29 juin 2017     | 15 janvier 2020 | XVe         |
| Laurent Saint-Martin |        | LREM    | 15 janvier 2020  | 21 juin 2022    | XVe         |
| Jean-René Cazeneuve  |        | RE      | 30 juin 2022     | 9 juin 2024     | XVIe        |
| Charles de Courson   |        | LIOT    | 20 juillet 2024  | en cours        | XVIIe       |